# Список высших учебных заведений Смоленской области
В список высших учебных заведений Смоленской области включены образовательные учреждения высшего и высшего профессионального образования, находящиеся на территории Смоленской области и имеющие действующую лицензию на образовательную деятельность. Список вузов приведён в соответствии с данными сводного реестра лицензий, в список филиалов включены организации, участвовавшие в мониторинге Министерства образования и науки Российской Федерации 2017 года. По состоянию на 16 июля 2017 года в Смоленской области действующую лицензию имели 7 вузов и 7 филиалов.
Филиалы вузов, головные организации которых находятся в иных субъектах федерации, сгруппированы в отдельном списке. Порядок следования элементов списка — алфавитный.

## Список высших образовательных учреждений
| Название                                                                  | Категория         | Статус      | Год основания | Месторасположение | Число студентов |
| ------------------------------------------------------------------------- | ----------------- | ----------- | ------------- | ----------------- | --------------- |
| Военная академия войсковой противовоздушной обороны                       | государственный   | академия    | 1992          | Смоленск          |                 |
| Смоленская государственная академия физической культуры, спорта и туризма | государственный   | академия    | 1950          | Смоленск          | 1838            |
| Смоленская государственная сельскохозяйственная академия                  | государственный   | академия    | 1929          | Смоленск          | 1739            |
| Смоленский государственный институт искусств                              | государственный   | институт    | 1996          | Смоленск          | 461             |
| Смоленский государственный медицинский университет                        | государственный   | университет | 1920          | Смоленск          | 4155            |
| Смоленский государственный университет                                    | государственный   | университет | 1918          | Смоленск          | 4740            |
| Смоленская духовная семинария                                             | негосударственный | семинария   | 1995          | Смоленск          |                 |

## Список филиалов высших образовательных учреждений
| Название | Категория         | Статус      | Год основания | Месторасположение | Месторасположение головной организации | Число студентов |
| --- | ----------------- | ----------- | ------------- | ----------------- | -------------------------------------- | --------------- |
| Смоленский институт экономики (филиал Санкт-Петербургского университета технологий управления и экономики)                               | негосударственный | институт    | 1990          | Смоленск          | Санкт-Петербург                        | 1172            |
| Смоленский казачий институт промышленных технологий и бизнеса (филиал Московского государственного университета технологий и управления) | государственный   | институт    | 1996          | Вязьма            | Москва                                 | 1084            |
| Смоленский филиал Российского экономического университета имени Г. В. Плеханова                                                          | государственный   | университет | 2005          | Смоленск          | Москва                                 | 815             |
| Смоленский филиал Саратовской государственной юридической академии                                                                       | государственный   | академия    | 2000          | Смоленск          | Саратов                                | 386             |
| Смоленский филиал Российской академии народного хозяйства и государственной службы                                                       | государственный   | академия    |               | Смоленск          | Москва                                 | 726             |
| Смоленский филиал Финансового университета                                                                                               | государственный   | университет | 2011          | Смоленск          | Москва                                 | 801             |
| Филиал в Смоленске Национального исследовательского университета «МЭИ»                                                                   | государственный   | университет | 1961          | Смоленск          | Москва                                 | 1704            |